# Rennermühle
Die Rennermühle ist ein Weiler und ein Gemeindeteil des Marktes Bad Neualbenreuth im oberpfälzischen Landkreis Tirschenreuth an der Grenze zu Tschechien. Sie liegt südwestlich von Neualbenreuth auf 527 m ü. NN und umfasst vier Anwesen, wobei das fünfte Anwesen abgetragen und im Oberpfälzer Freilandmuseum Neusath-Perschen teilweise wieder aufgebaut wurde. Sie liegt am Muglbach, der über einen Querbau dorthin geleitet worden ist.

## Geschichte
Die Rennermühle wurde 1554 erstmals urkundlich erwähnt. Anlass war der Erwerb der Mühle durch die Stadt Eger für das Gut Albrechtsreuth (Neualbenreuth). Die Rennermühle war wie die Platzermühle ein egerisches Anwesen im Sinne der Frais.
Der Name der Mühle kann durch Leonhard Renner begründet sein, der die heutigen Anwesen 2 und 3 zur Nutzung der Wasserkraft um 1600 besaß. Neben der Mahlmühle mit zwei Mahlgängen wurde auch eine Sägemühle betrieben, welche bis heute betrieben wird. Im Jahre 1877 wurde unter Leitung von Johann Alois Heindl das Sägewerk baulich erneuert. Das Gebäude ist noch im bestimmungsgemäßen Gebrauch, ergänzt durch diverse Anbauten, der Erneuerung des Wasserrades um 1979 und einem modernen Vollgatter. Der Einschnitt von Stammholz ist bis zu 56 cm im Durchmesser und 11 m in der Länge gegeben.
Im Jahr 1970 lebten zehn Einwohner in Rennermühle, 1987 waren es sechs.